# NGC 6340
NGC 6340 (również PGC 59742 lub UGC 10762) – galaktyka spiralna (S0-a), znajdująca się w gwiazdozbiorze Smoka. Odkrył ją William Herschel 6 czerwca 1788 roku.